# 弾力繊維性仮性黄色腫
弾力繊維性仮性黄色腫（だんりょくせんいせいかせいおうしょくしゅ、英: Pseudoxanthoma elasticum, PXE）は、遺伝子疾患の一種で、一部の弾性組織にカルシウム沈着、変質が起こる。もっとも顕著な症状は側頸部などの皮膚病変と網膜色素線条である。この他、失明や胃腸からの出血、心臓病、動脈硬化症、上部消化管出血のリスクもある。弾性繊維性仮性黄色腫、弾性線維性仮性黄色腫とも書く。

## 原因
弾性線維性仮性黄色腫は膜輸送に関与する遺伝子（MRP6［multidrug resistance-associated protein 6］、ABCC6［ATP-binding cassette subfamily C member 6］）の異常によって生じる遺伝性疾患である。皮膚、眼、心血管系に病変を生じる。皮膚と血管壁における弾性線維の変性、断裂、石灰化が病態の主因となっている。
ABCC6の変異は劣性遺伝する。病原遺伝子ABCC6が特定されたのは1999年である。

## 症状
- 皮膚: 側頸部、腋窩、鼠径、肘窩などに黄色調の扁平な丘疹がみられる。痒み・痛みなどの自覚症状は伴わない。
- 眼: 視力障害として自覚され、眼底所見として血管様線条（angeoid streaks）がみられる。またPXEでは網膜色素上皮と脈絡膜の間に存在するブルッフ膜に変性、断裂を来し、黄斑変性症や網膜色素線条などが出現する。またブルッフ膜の変性のため、軽微な衝撃でも眼底出血や網膜剥離に至ることがある。
- 心血管系: 高血圧、動脈硬化、狭心症、脳梗塞、消化管出血、間欠跛行など出現する。心血管病変は死亡の原因となることもある。

## 治療法
対症療法のみで完治させる治療法はない。

## 統計
統計的には数万人に一人の割合で発症する。